# 堺泰馬
堺 泰馬（さかい やすま、1954年6月10日 - ）は、日本の音楽プロデューサー、ヴォーカルプロデューサー、作曲家。

## 略歴
東京都出身。都立立川高校、成城大学経済学部卒業(軽音楽部)。血液型はAB型。
中学のときギターを始める。学生時代はギタリストの北島健二などとバントを組み、ヴォーカリストとして音楽活動をする。
大学卒業後、当時すでにプロギタリストとして活動していた北島健二に連れられ、音楽事務所ビーイングの創業者長戸大幸に出会う。
ビーイングの所属ヴォーカリストとして音楽活動をする傍ら、ビーイングやその他の事務所の所属タレント、歌手のヴォーカル指導をするようになる。
ビーイングから独立後の1991年、有限会社ミュージックヤァーを設立。音楽制作から音楽プロデュース、タレント育成、レコード・レーベル業務まで行う。
フリーランスの音楽プロデューサーとして、ポニーキャニオン、ソニーミュージック、ビクターなどのレコード会社と音楽制作を行う。
ヴォーカルプロデューサー（ヴォイストレーナー）として、トップコート、スペースクラフト、サンミュージック、ポニーキャニオン、ホリプロなどの所属アーティスト、タレントの指導を行う。
フジテレビのオーディション番組、『ゴールドラッシュ』の総合音楽プロデュースを担当。
2002年～2005年、Kingyoをプロデュース。
2015年、一般社団法人みんなでオーイ協会を設立。老若男女問わずできる発声を利用した健康法の普及活動を行っている。
2016年よりchie ohtemaのプロデュースを開始。

## 主なプロデュースアーティスト及び作品
Kingyo
2002年～2005年、Kingyoをプロデュース。
小野寺志保
2009年、なでしこジャパンゴールキーパーの小野寺志保が歌う『START!』のプロデュースを行う。
chie ohtema
2016年、chie ohtemaのプロデュースを開始。

## 主な提供曲
中嶋美智代
- 恋をしましょう（作詞:澤地隆 作曲:堺泰馬）

アンパンマン
- 悪い魔法の歌（作詞:やなせたかし 作曲:堺泰馬）
- とんでくるのは誰？（作詞:やなせたかし 作曲:堺泰馬）

松本梨香
- Rain（作詞:松本梨香 作曲:堺泰馬）

小野寺志保
- START!（作詞:小野寺志保 作曲:堺泰馬）

裕木奈江
- 不思議ね（作詞:まさごろ 作曲:堺泰馬）